# Nostromo Yarará
Le Nostromo Yarará est un drone développé par Nostromo Defensa pour la surveillance, le contrôle des frontières et la reconnaissance. Il s'agit du premier programme de drone natif d'Amérique du Sud à être produit en série et destiné à l'exportation.

## Développement
Le drone a été nommé d'après le Yarará, un serpent venimeux d'Amérique du Sud. Son développement commença en 2000 mais les travaux de conception ne débutèrent qu'en 2005. Il fut dévoilé pour la première fois au salon de l'aéronautique des Fuerza Aérea Argentina (armée de l'air argentine) le 10 août 2006. Le vol inaugural du véhicule eu lieu en août 2009.
Ce drone est équipé d'électro-optiques et de capteurs infrarouges construits par Israel Aerospace Industries. L'électro-optique transforme l'énergie lumineuse en un signal électronique qui est utilisé pour enregistrer des images ou des vidéos provenant du champ de bataille en temps réel.
Il est équipé d'un moteur conçu et construit par la société britannique Cubewano, le Cubewano Ltd Sonic 35, d'une puissance de 5,9 kW. Il possède également une hélice tripale à l'arrière de la section de fuselage, du pylône moteur et du réservoir de carburant.  Il s'agit du premier drone ayant effectué un vol équipé d'un moteur rotatif fonctionnant au kérosène JP8.

## Caractéristiques
Le Nostromo Yarará est un drone tactique se voulant bon marché. Le système se veut robuste et facile à déployer afin d'être utilisé à la fois dans les marchés militaires et civils. Il dispose d'un système de propulsion intégrale qui permet un nombre de sortie élevé et une maintenance facile sur le terrain. Un système Yarará se compose de trois drones, d'une station de contrôle au sol et d'équipement de support disposé dans trois caissons pesant moins de 250 kg. Ceci permet un déploiement rapide et une grande facilité de transport dans de petits véhicules ou hélicoptères vers la zone d'opération.
Il peut être dirigé manuellement ou être programmé pour suivre une navigation GPS en autonomie. Le drone est capable d'atterrir sur des terrains difficiles et est équipé de volets pour des performances améliorées. La conception de son train d'atterrissage est prévue pour résister à des vents forts.
Le Yarará peut fonctionner de jour comme de nuit et fournir des images en couleur ou infrarouges en temps réel aux stations de contrôle au sol. D'autres charges utiles peuvent également être installées.